# Nová Huť (Vojnův Městec)
Nová Huť (německy Glashütte) je osada, část městyse Vojnův Městec v okrese Žďár nad Sázavou v Kraji Vysočina. Nachází se asi 2,5 km na východ od Vojnova Městce. V roce 2009 zde bylo evidováno 12 adres. V roce 2001 zde trvale žilo 5 obyvatel. Při severním okraji osady protéká Městecký potok, který je pravostranným přítokem řeky Doubravy. Jižně od Nové Huti teče Sázava v podobě potoka.
Nová Huť leží v katastrálním území Vojnův Městec o výměře 16,5 km².

## Galerie

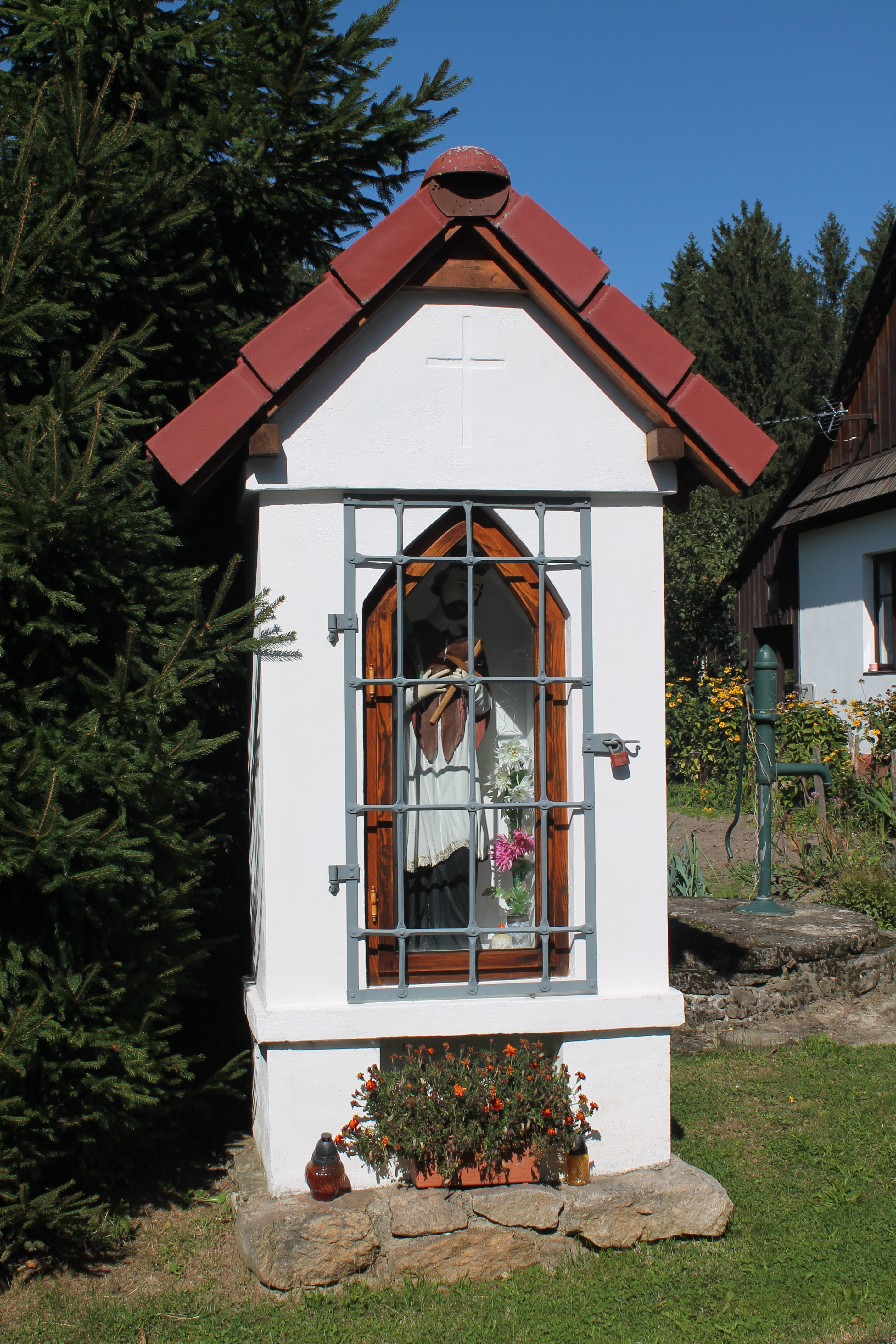
Výklenková kaple v Nové Huti
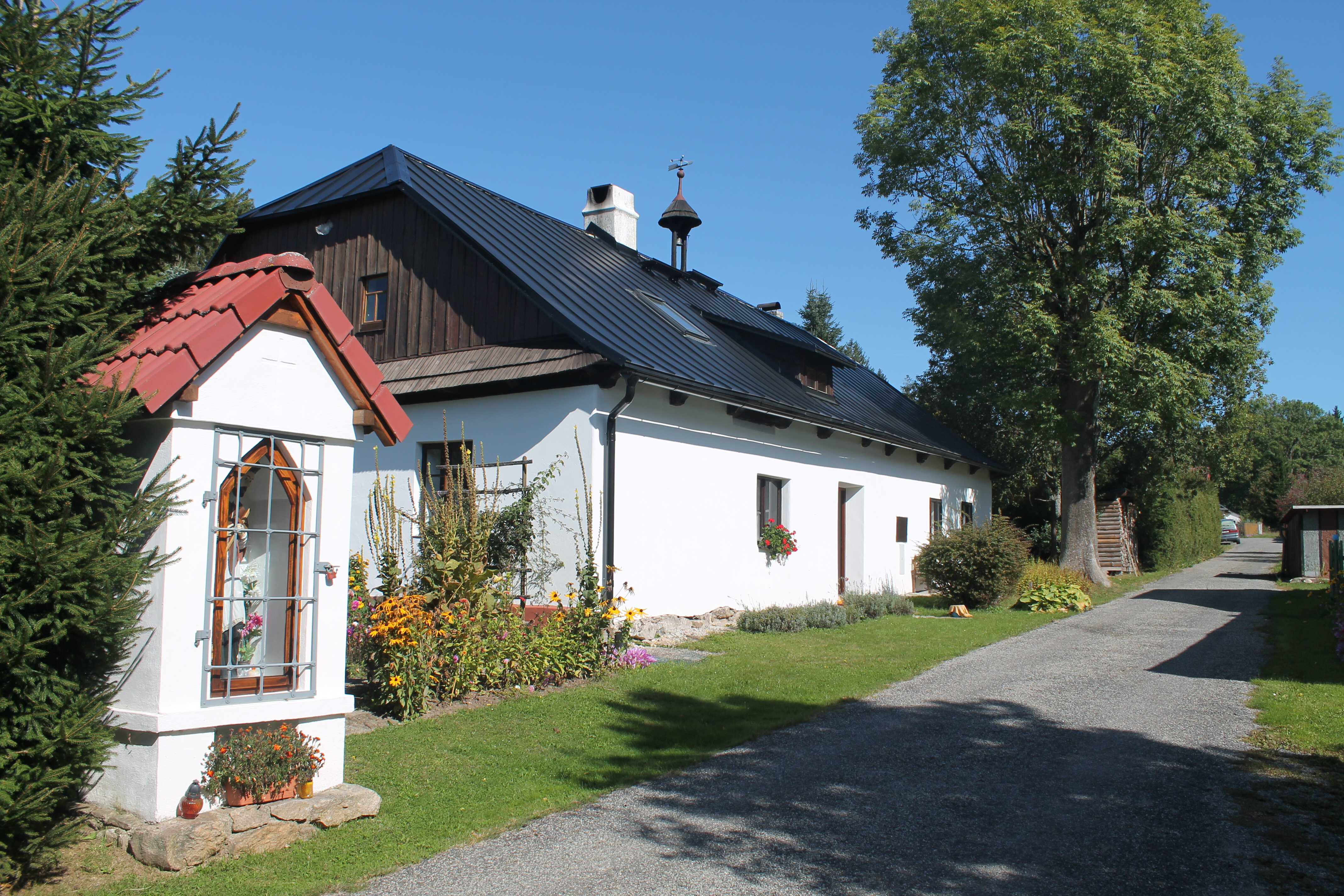
Centrální část osady
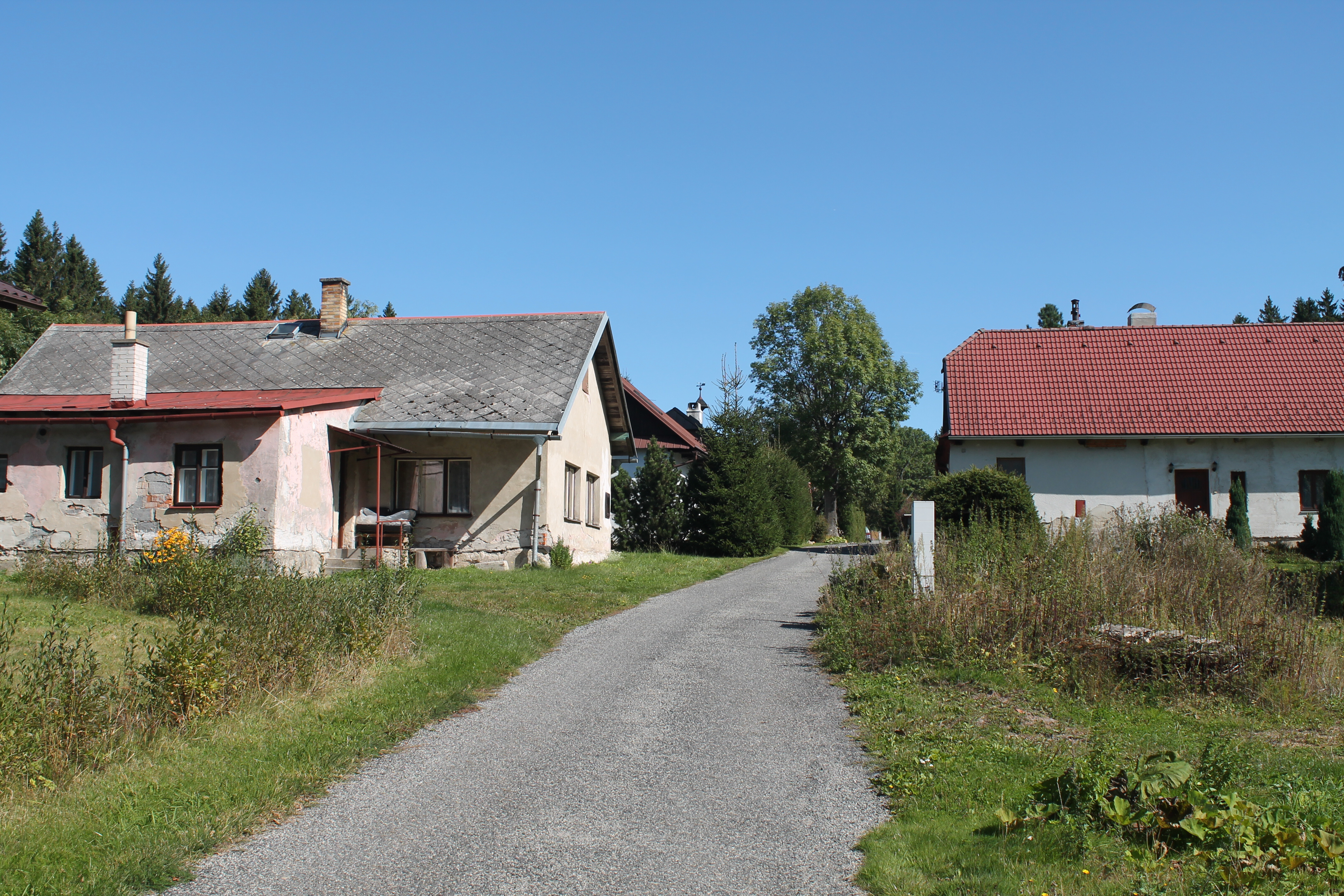
Hlavní ulice
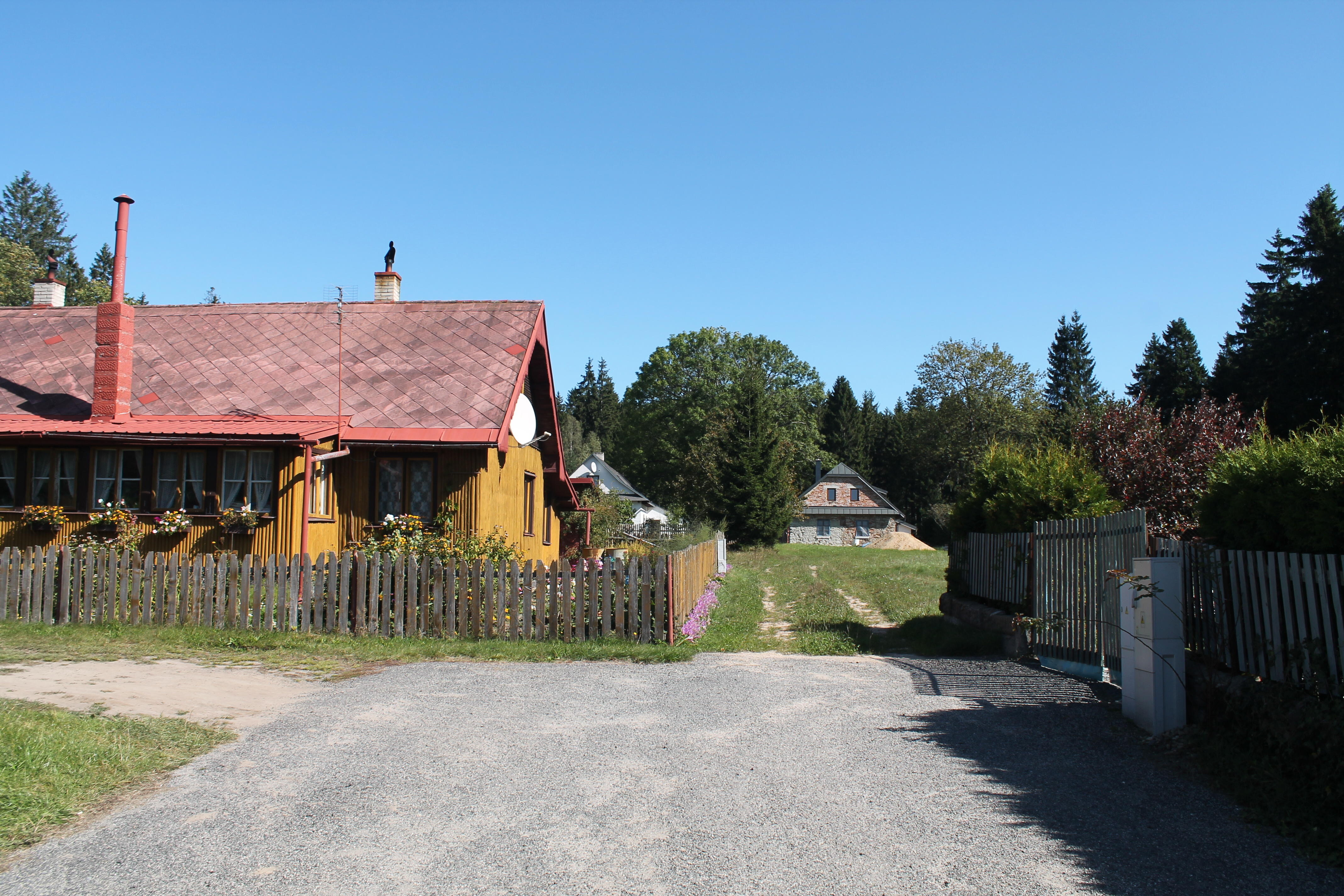
Severovýchodní konec osady
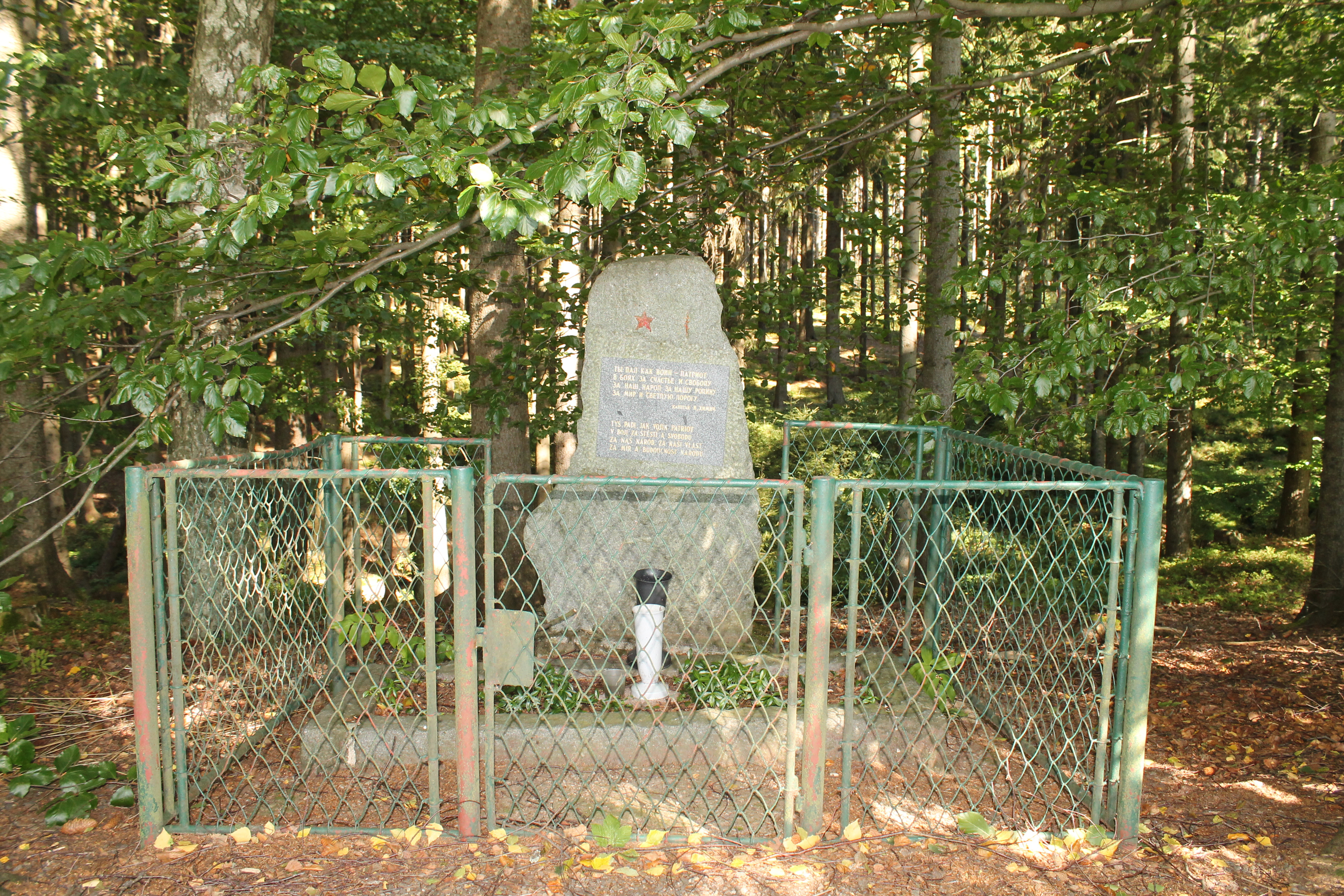
Pomník Rudé armádě u osady